# Lisors
Lisors és un municipi francès situat al departament de l'Eure i a la regió de Normandia. L'any 2007 tenia 364 habitants.

## Demografia

### Població
El 2007 la població de fet de Lisors era de 364 persones. Hi havia 129 famílies de les quals 24 eren unipersonals (12 homes vivint sols i 12 dones vivint soles), 40 parelles sense fills, 53 parelles amb fills i 12 famílies monoparentals amb fills.
La població ha evolucionat segons el següent gràfic:
Habitants censats

### Habitatges
El 2007 hi havia 187 habitatges, 137 eren l'habitatge principal de la família, 47 eren segones residències i 3 estaven desocupats. Tots els 186 habitatges eren cases. Dels 137 habitatges principals, 113 estaven ocupats pels seus propietaris, 18 estaven llogats i ocupats pels llogaters i 5 estaven cedits a títol gratuït; 2 tenien una cambra, 8 en tenien dues, 24 en tenien tres, 31 en tenien quatre i 71 en tenien cinc o més. 112 habitatges disposaven pel capbaix d'una plaça de pàrquing. A 63 habitatges hi havia un automòbil i a 63 n'hi havia dos o més.

### Piràmide de població
La piràmide de població per edats i sexe el 2009 era:
| Homes | Edats   | Dones |
| ----- | ------- | ----- |
| 0     | 95 o +  | 0     |
| 0     | 90 a 94 | 0     |
| 0     | 85 a 89 | 0     |
| 0     | 80 a 84 | 0     |
| 4     | 75 a 79 | 4     |
| 8     | 70 a 74 | 12    |
| 8     | 65 a 69 | 12    |
| 0     | 60 a 64 | 8     |
| 12    | 55 a 59 | 0     |
| 12    | 50 a 54 | 20    |
| 0     | 45 a 49 | 0     |
| 16    | 40 a 44 | 24    |
| 8     | 35 a 39 | 0     |
| 12    | 30 a 34 | 12    |
| 8     | 25 a 29 | 8     |
| 4     | 20 a 24 | 0     |
| 28    | 15 a 19 | 8     |
| 32    | 10 a 14 | 8     |
| 8     | 5 a 9   | 8     |
| 8     | 0 a 4   | 0     |

## Economia
El 2007 la població en edat de treballar era de 233 persones, 159 eren actives i 74 eren inactives. De les 159 persones actives 141 estaven ocupades (90 homes i 51 dones) i 18 estaven aturades (6 homes i 12 dones). De les 74 persones inactives 26 estaven jubilades, 18 estaven estudiant i 30 estaven classificades com a «altres inactius».

### Ingressos
El 2009 a Lisors hi havia 131 unitats fiscals que integraven 342,5 persones, la mediana anual d'ingressos fiscals per persona era de 17.474 €.

### Activitats econòmiques
Dels nou establiments que hi havia el 2007, un era d'una empresa alimentària, dos d'empreses de fabricació d'altres productes industrials, tres d'empreses de construcció, dos d'empreses d'hostatgeria i restauració i un d'una empresa d'informació i comunicació.
Dels quatre establiments de servei als particulars que hi havia el 2009, un era una fusteria, un lampisteria, una empresa de construcció i un restaurant.
L'únic establiment comercial que hi havia el 2009 era una carnisseria.
L'any 2000 a Lisors hi havia cinc explotacions agrícoles.

## Equipaments sanitaris i escolars
El 2009 hi havia una escola elemental integrada dins d'un grup escolar amb les comunes properes formant una escola dispersa.

## Poblacions més properes
El següent diagrama mostra les poblacions més properes.